# Влагомерна звездица
Влагомерна звездица (лат. Astraeus hygrometricus) термофилна је врста која воли топла станишта у шумама, нарочито на песковитој подлози. Добила је назив по својој јединственој особини да се понаша у зависности од степена влажности ваздуха. Кад је време суво, кракови звездоликог спољног омотача савијају се навише и покривају унутрашњи омотач. Кад у ваздуху има влаге они се опет рашире. Није честа врста; нешто је чешћа у јужним крајевима Европе. Расте од августа до новембра.

## Опис плодног тела
Плодно тело код ове врсте гљиве је у почетку развића широко 2—4 cm, лоптасто, затворено и готово да је под земљом. Убрзо се отвара спољни омотач (егзоперидија) и то изнад површине тла и расцепљује се на више кракова (обично 6—10) што гљиви даје звездаст облик. Пречника је 3—10 cm. Гледајући са горње стране плодно тело је смеђе боје прошарано шарама светлије боје добијајући дезен сличан крокодилској кожи. Унутрашњи омотач (ендоперидија) нема дршку, лоптастог је облика, сиво смеђе боје и ситно мрежасто орнаментисан. На темену зрелог плодног тела налази се отвор кроз који се испуштају споре.

## Микроскопија
Споре су округласте, брадавичасте у маси тамносмеђе. Величине су 8—12 µm.

## Отисак спора
Отисак спора је смеђе боје.

## Јестивост
Влагомерна звездица није јестива врста гљиве.

## Сличне врсте
Доста карактеристична гљива која нема морфолошки сличних двојника.

## Галерија
- Astreus hygrometricus
- Astraeus hygrometricus
- Astraeus hygrometricus
- Astraeus hygrometricus
- Astraeus hygrometricus
- Astraeus hygrometricus
- Astraeus hygrometricus — спољашњи омотач